# Tom Gehrels
Anton M.J. "Tom" Gehrels (21 tháng 2 năm 1925 – 11 tháng 7 năm 2011) là một nhà thiên văn học người Mỹ gốc Hà Lan, giáo sư khoa học hành tinh và thiên văn học tại Đại học Arizona, Tucson.

## Tiểu sử

### Thiếu thời và giáo dục
Gehrels sinh ra tại Haarlemmermeer, Hà Lan ngày 21 tháng 2 năm 1925. Trong chiến tranh thế giới thứ hai, ông là một thiếu niên tham gia Kháng chiến Hà Lan. Sau khi bỏ trốn sang Anh, ông được đào tạo nhảy dù tại SOE, một tổ chức thuộc Quân đội Anh, chuyên giúp đỡ các lực lượng phản kháng chống lại Đức Quốc xã và Phát xít Nhật tại châu Âu và Viễn Đông.
Sau chiến tranh, ông đã học tại Đại học Leiden, nơi ông tốt nghiệp vật lý và thiên văn vào năm 1951. Ông tiếp tục học tại Đại học Chicago, nơi ông lấy bằng tiến sĩ thiên văn học vào năm 1956 dưới sự chỉ dẫn luận án tiến sĩ bởi Tiến sĩ Hamza. Năm 1960, ông chuyển đến Đại học Arizona cùng với Gerard Kuiper, nơi ông làm việc trong 50 năm tới.

### Sự nghiệp thiên văn học
| 64P/Swift-Gehrels*                           | 8 tháng 2 năm 1973   |
| 78P/Gehrels 2                                | 29 tháng 9 năm 1973  |
| 82P/Gehrels 3                                | 27 tháng 10 năm 1975 |
| * vào năm 1889 bởi Swift, được phát hiện lại |                      |

| 1778 Alfvén                        | 26 tháng 9 năm 1960 |
| 1864 Daedalus                      | 24 tháng 3 năm 1971 |
| 1873 Agenor                        | 25 tháng 3 năm 1971 |
| 1979 Sakharov                      | 24 tháng 9 năm 1960 |
| 2247 Hiroshima                     | 24 tháng 9 năm 1960 |
| xem thêm Phát hiện bởi Tom Gehrels |                     |

Gehrels là một người đi tiên phong trong hệ thống đo sáng các tiểu hành tinh đầu tiên vào những năm 1950, và bước sóng phụ thuộc vào sự phân cực của những ngôi sao và hành tinh vào những năm 1960, mỗi kết quả dẫn đến một chuỗi bài báo về vấn đề này trên tạp chí The Astronomical Journal.
Ông cùng với vợ chồng Cornelis Johannes van Houten và Ingrid van Houten-Groeneveld, khám phá ra hơn 4000 tiểu hành tinh, bao gồm các tiểu hành tinh Apollo, những tiểu hành tinh Amor, cũng như hàng chục tiểu hành tinh Trojan. Các tiểu hành tinh đó được phát hiện qua kính thiên văn Schmidt 48 inch tại Đài quan sát Palomar và tại Đài quan sát Leiden cho hai nhà thiên văn Hà Lan. Bộ ba cùng nhau ghi nhận hàng ngàn khám phá. Gehrels cũng phát hiện vài sao chổi.
Ông là nhà nghiên cứu chính cho thí nghiệm chụp ảnh phân cực trên tàu Pioneer 10 và Pioneer 11 bay ngang qua sao Mộc và sao Thổ trong những năm 1970.
Gehrels đã khỏi xướng dòng sách giáo khoa khoa học không gian, là tổng biên tập cho 30 tập đầu tiên của tạp chí Đại học Arizona, và đã tham gia viết và chỉnh sửa các bài báo trọng sáu tập trong đó. Ông cũng đã khởi xướng chương trình Spacewatch vào năm 1980 và là người điều tra chính (PI) để điều tra số liệu thống kê về tiểu hành tinh và sao chổi, bao gồm các tiểu hành tinh gần Trái Đất. Bob McMillan là đồng điều tra viên và quản lý, và trở thành PI vào năm 1997.
Gehrels đã dạy một khóa học đại học cho các chuyên ngành không phải khoa học ở Tucson vào mùa thu và đã thuyết giảng ngắn về điều đó vào mùa xuân tại Phòng thí nghiệm Nghiên cứu Vật lý ở Ahmedabad, Ấn Độ.
Gần đây, ông nghiên cứu về tiến hóa vũ trụ. Ông là người chiến thắng giải thưởng Masursky Award năm 2007 do Harold Masursky trao tặng cho các đóng góp xuất sắc về khoa học hành tinh.
Gehrels đã được tạp san Nature viết bài đánh giá về một cuốn sách về Wernher von Braun, trong đó ông có trích dẫn một số tù nhân của trại tập trung Dora.
Gehrels là chồng của Aleida J. Gehrels (nhũ danh Stoppelaar) và là cha của Neil Gehrels, George Gehrels và Jo-Ann Gehrels. Tiểu hành tinh 1777 Gehrels được đặt theo tên Gehrels để vinh danh ông. Các giấy tờ liên quan đến Tom Gehrels được lưu giữ tại Đại học Arizona.

## Sự nghiệp
- Tham gia SOE, 1944–1948.
- Cử nhân khoa học Thiên văn học và Vật lý học, Đại học Leiden, 1951.
- Tiến sĩ Thiên văn học và Vật lý Thiên văn, Đại học Chicago, 1956.
- Giáo sư Khoa học hành tinh và Thiên văn học, Đại học Arizona, 1961–2011.

## Sách
- Physical Studies of Minor Planets, biên soạn bởi Tom Gehrels (1971), NASA SP-267
- Planets Stars and Nebulae Studied With Photopolarimetry, biên soạn bởi Tom Gehrels (1974) Tucson: Nhà Xuất bản Đại học Arizona ISBN 0-8165-0428-8
- Jupiter: Studies of the Interior, Atmosphere, Magnetosphere, and Satellites, biên soạn bởi Tom Gehrels và Mildred Shapley Matthews (1976) Tucson: Nhà xuất bản Đại học Arizona ISBN 0-8165-0530-6
- Protostars & Planets: Studies of Star Formation and of the Origin of the Solar System, biên soạn bởi Tom Gehrels và Mildred Shapley Matthews (1978) Tucson: Nhà xuất bản Đại học Arizona ISBN 0-8165-0674-4
- Asteroids, biên soạn bởi Tom Gehrels và Mildred Shapley Matthews (1979), ISBN 0-8165-0695-7
- Saturn, biên soạn bởi Tom Gehrels và Mildred Shapley Matthews (1984) Tucson: Nhà xuất bản Đại học Arizona ISBN 0-8165-0829-1
- Asteroids II, biên soạn bởi Richard P. Binzel, Tom Gehrels, và Mildred Shapely Matthews (1989)Tucson: Nhà xuất bản Đại học Arizona ISBN 0-8165-1123-3
- Hazards Due to Comets and Asteroids, biên soạn bởi Tom Gehrels, Mildred Shapley Matthews, và A. M. Schumann (1994) Tucson: Nhà xuất bản Đại học Arizona ISBN 0-8165-1505-0
- On the Glassy Sea, in Search of a Worldview, Tom Gehrels (2007, xuất bản lần đầu tiên năm 1988), ISBN 1-4196-8247-4
- Survival Through Evolution: From Multiverse to Modern Society, Tom Gehrels (2007), ISBN 1-4196-7055-7